# Vilmorin & Cie
Pour les articles homonymes, voir Vilmorin.
Vilmorin & Cie, anciennement Vilmorin Clause & Cie et Vilmorin SA, est un producteur français de semences.

## Historique

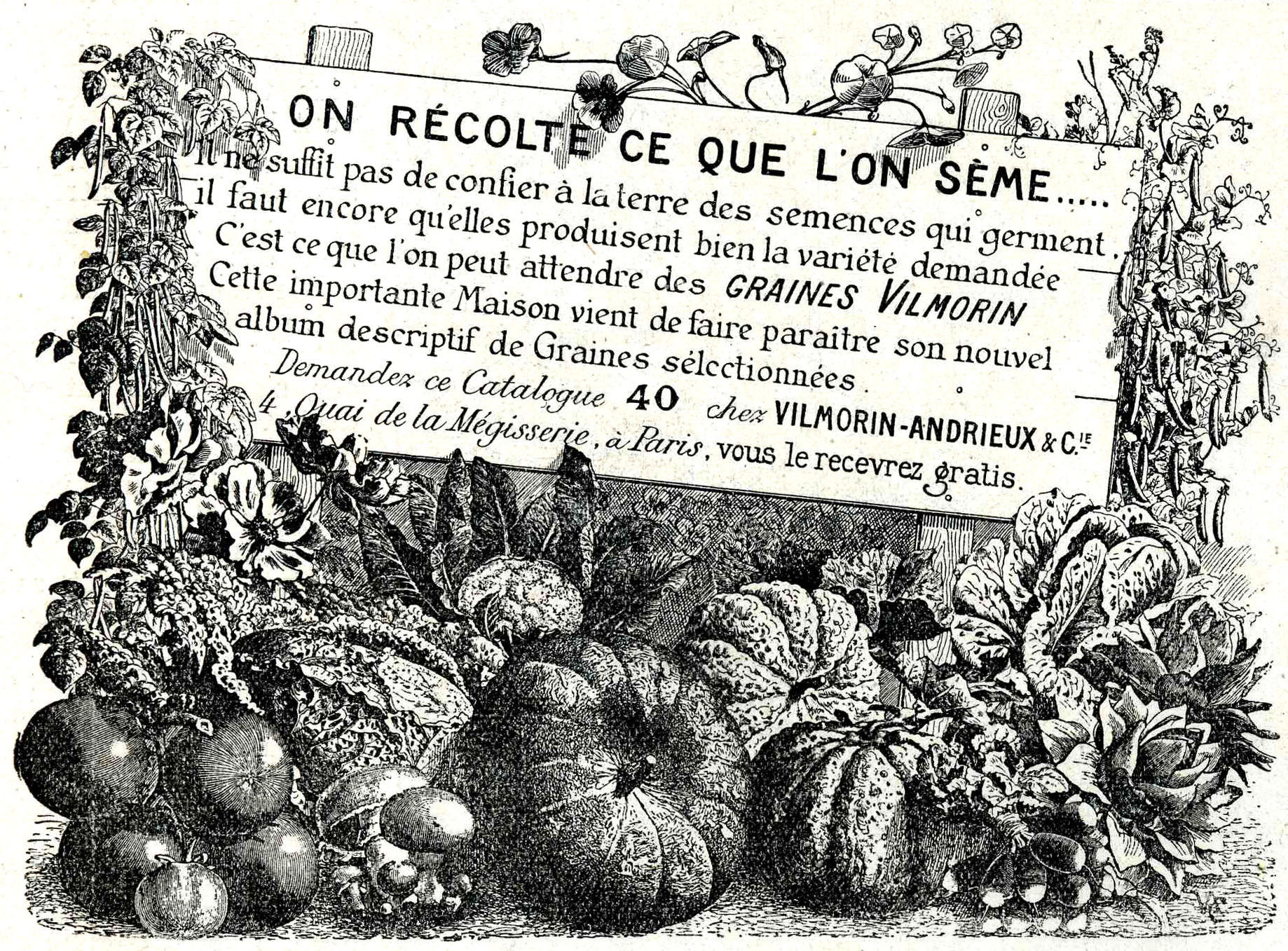
Publicité dans Le Miroir (1914).

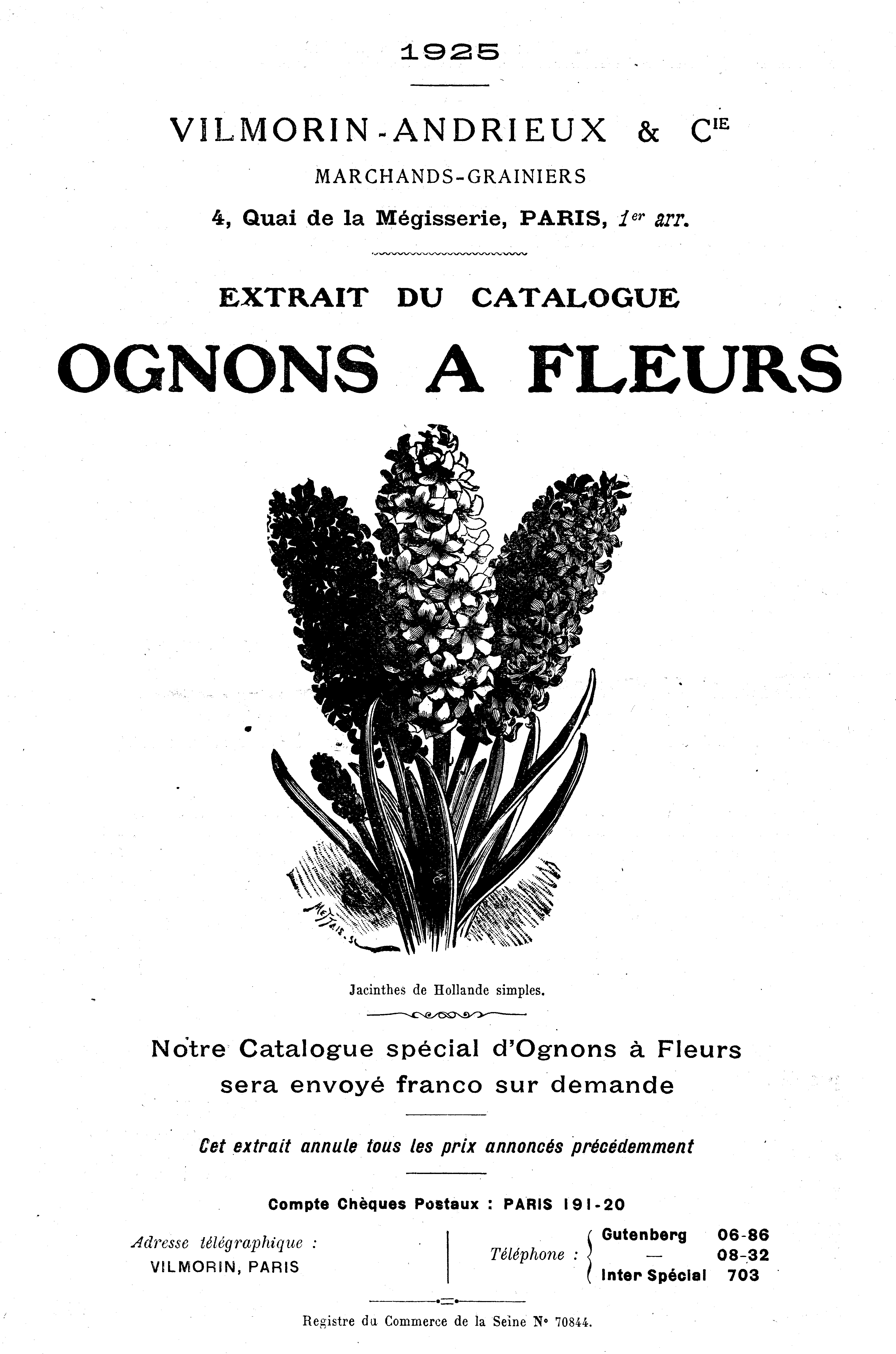
Vilmorin-Andrieux et Cie : couverture d'un « Extrait du catalogue spécial d’ognons à fleurs » (1925).

L'histoire de la famille Lévêque de Vilmorin remonte en 1743 à Paris avec un magasin vendant des semences et des oiseaux au 4, quai de la Mégisserie, sous l'enseigne du Coq de la Bonne Foy. Jeanne Diffetot qui dirige cette maison marie sa fille Claude Geffroy, reçue maîtresse grainière en 1743, à Pierre Andrieux (1713-1779), botaniste du roi Louis XV. Le couple rebaptise en 1747 le magasin Au roi des oiseaux et édite en 1766 leur premier catalogue de vente par correspondance de graines. Leur fille Jeanne Marie Adélaïde Andrieux (1756-1836) est reçue maîtresse grainière le 15 juillet 1773 et épouse, le 14 juillet 1774, un passionné de botanique, Philippe Victoire Levêque de Vilmorin (1746-1804). Ce dernier, dernier-né de dix enfants d'un père agriculteur-laboureur de Landrecourt, en Lorraine, est monté à l'âge de 13 ans à Paris où il reçoit l'aide de son parrain Philippe Dessofy, un ancien hussard d'origine hongroise, capitaine au régiment de Linden, et de sa marraine, Victoire Claussin, fille d'un magistrat. Il suit des études de médecine puis de botanique. Philippe Victoire de Vilmorin et sa femme reprennent le magasin, et créent en 1775 la maison Vilmorin-Andrieux, qui deviendra Vilmorin-Andrieux et Cie.
L'arrivée d'arbres et de plantes exotiques en Europe est le fait de Philippe-Victoire de Vilmorin. À partir de 1766, il importe en France le tulipier de Virginie, la betterave champêtre (Beta vulgaris) ou encore le rutabaga. Ces végétaux qui n'étaient connus jusque-là que des botanistes vont être commercialisés à des fins d'alimentation, de fourrage et d'ornement. Il publie en 1778 le premier catalogue des plantes, arbres, arbrisseaux et arbustes.
Philippe André de Vilmorin développe l’établissement parisien du jardin d’essai au 115 rue de Reuilly à Paris puis achète le château de Verrières en 1815.
En 1850, Vilmorin-Andrieux lance la publication d'un catalogue, Les plantes potagères, contenant 46 planches lithographiées en couleurs, convoquant quinze artistes, dont Élisa Champin, qui s'inspirent de modèles trouvés au Jardin des plantes. La publication se poursuit jusqu'en 1895.
Le 2 janvier 1886, dans son catalogue de printemps, l'entreprise précise qu'elle ne produira plus d'arbres ni arbustes pour se concentrer sur les bulbes, rhizomes et semences
Ses descendants continuent l'œuvre d'acclimatation d'espèces de végétaux : plusieurs arboretums sont créés tels que l'arboretum Vilmorin à Verrières, l'arboretum national des Barres et l'arboretum de Pézanin à Dompierre-les-Ormes.
Henry de Vilmorin, acquiert en 1885 17 hectares hectares de terres agricoles à Massy en 2 parcelles. En 1890, il fait construire un établissement relié à la voie ferrée (gare de Massy-Palaiseau) comprenant plusieurs maisons, un magasin, une serre, une écurie. Il établit à Verrières une ferme pour le stockage, le séchage des cultures, le battage des céréales, un laboratoire. Il met au point les blés hybrides à haut rendement, le « blé de Massy » exporté dans le monde entier.

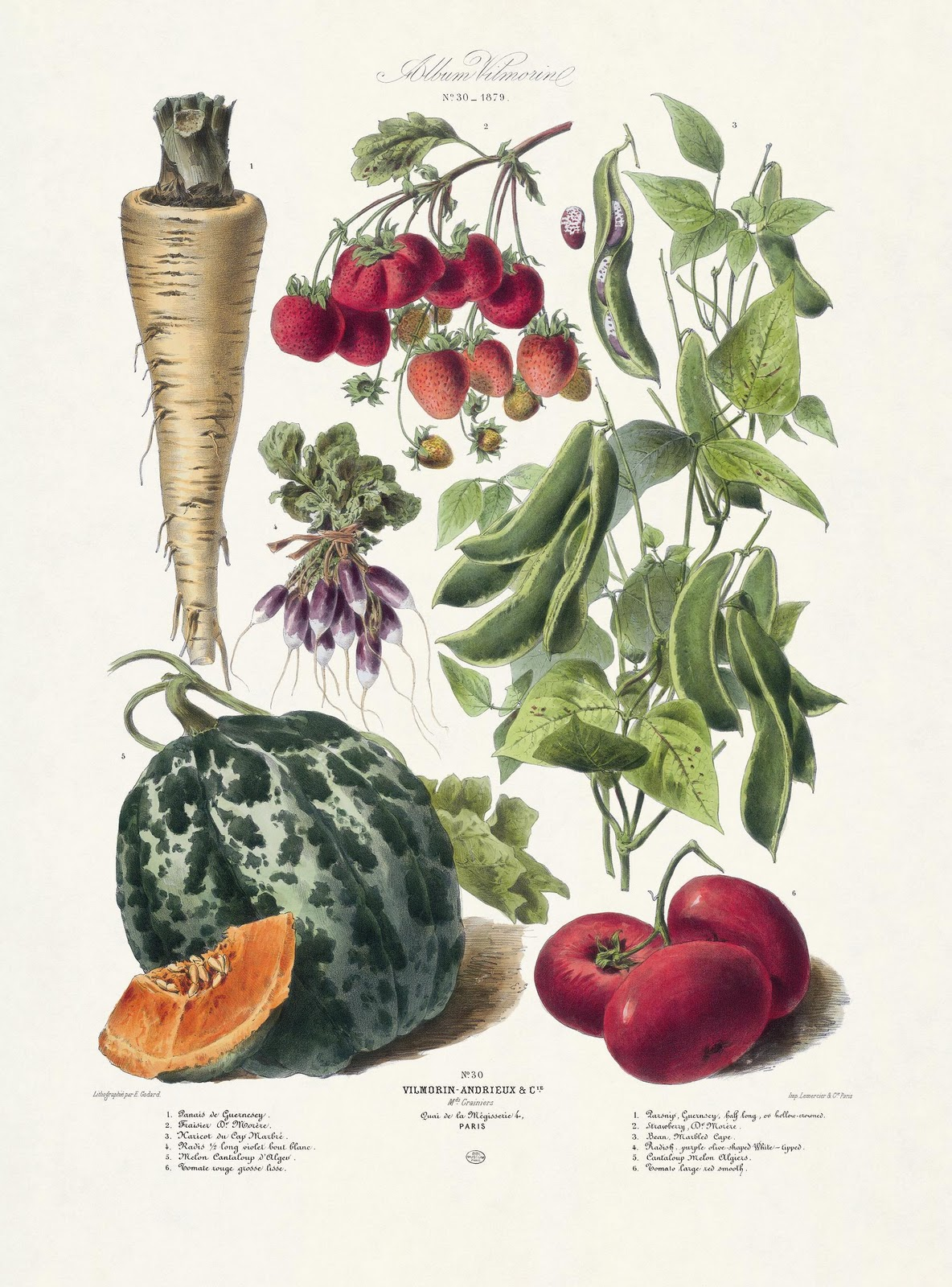
Plaque 30, Album Vilmorin de 1879
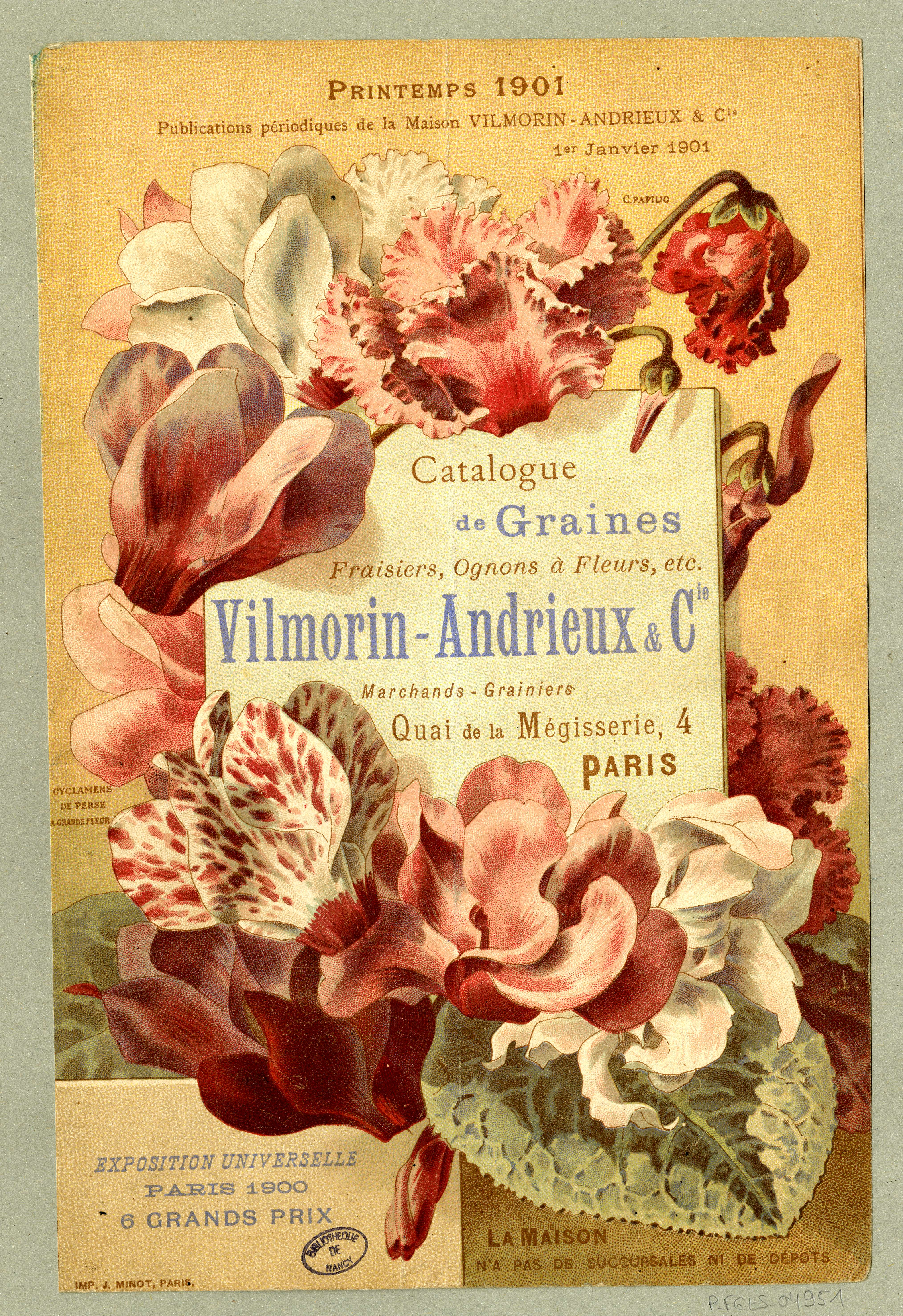
Catalogue 1901
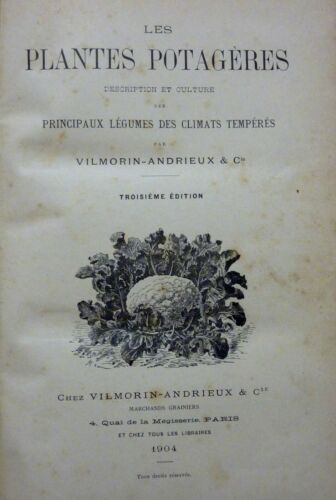
Les Plantes potagères éd. 1904
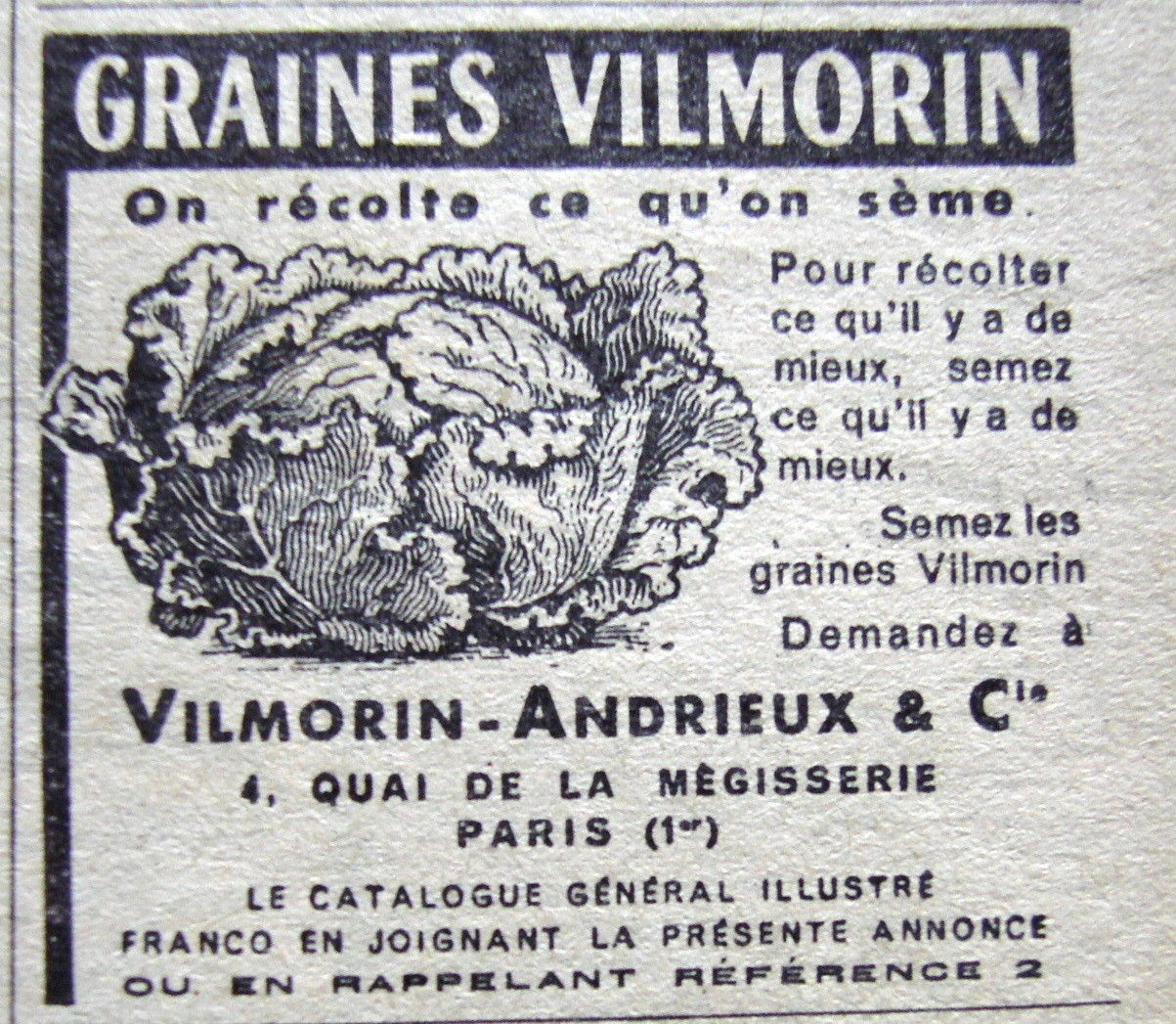
Graines Vilmorin 1930
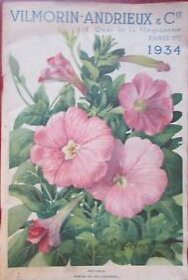
Catalogue 1934
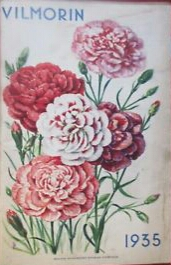
Catalogue 1935
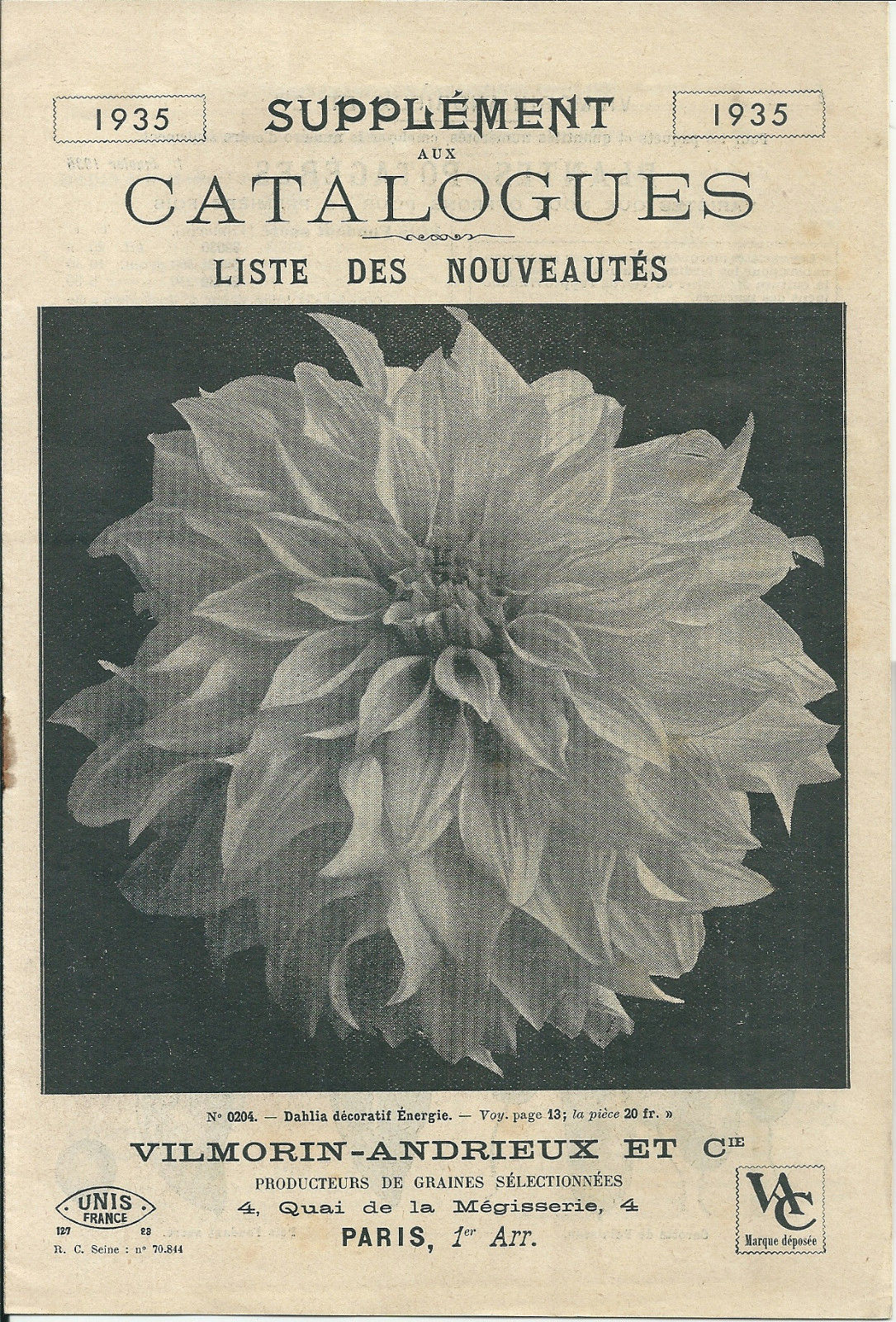
Supplément aux catalogues 1935

L’établissement de Massy qui s’étendait sur 17 hectares près de la gare de Massy-Palaiseau comprenait un bâtiment principal de 120 m de long sur 30 m sur plusieurs niveaux (2,5 hectares de plancher). Les semences horticoles, agricoles et arboricoles y étaient nettoyées, traitées, conditionnées. Dans les années 1950-1960, avant son transfert dans le Val-de-Loire et la démolition des installations de Massy en 1972, de 1 500 à 2 000 salariés y étaient employés, habitants de Massy et de Verrières où il était le plus important employeur, venant également de Paris et de la banlieue sud par la ligne de Sceaux

### Histoire récente
En 1972, l'entreprise basée à Verrières-le-Buisson dans l'Essonne, en région parisienne est rachetée par René Hodée, un agriculteur angevin qui transfère alors Vilmorin à La Ménitré, en Maine-et-Loire. Celui-ci cède en 1975 l'entreprise au Groupe Limagrain qui spécialisera en 1989 les activités de sa branche potagère en France en créant différentes entités dont Oxadis, devenue Vilmorin Jardin. Cette société regroupe l'ensemble des activités : semences de légumes, fleurs et arbres, phytosanitaires et fournitures diverses de jardinerie et animalerie pour le marché amateur. À l'issue de cette restructuration, Vilmorin s'est recentré sur l'activité semences de légumes et d'arbres pour professionnels (maraîchers, producteurs de plants, pépiniéristes). En 1986, Vilmorin-Andrieux & Cie devient Vilmorin SA.
Devenue Vilmorin & Cie, l'entreprise est introduite à la bourse de Paris en 1993. En 1996, Vilmorin acquiert les semenciers potagers français « Clause » et américain « Harris Moran »,. Vilmorin & Cie prend alors le nom de Vilmorin Clause & Cie en 1997. En 1998, il acquiert le semencier hollandais Nickerson Zwaan
En 2000, le Hollandais « Keygene » et le Japonais « Kyowa » rejoignent le groupe. En 2003, la société israélienne « Hazera Genetics » est acquise. En 2006, Vilmorin Clause & Cie prend le contrôle du semencier japonais « Mikado Seed Growers »,. En 2008, Vilmorin prend une participation dans l'Australien « Australian Grain Technologies ». En 2009, les sociétés turque « Su Tarim », américaine « Dahlco » et « Genefresh », et mexicaine « LSL Biotechnologies – LSL Plant Science » rejoignent le groupe.
En 2010, les sociétés américaines « Trio Research » et « Mesa Maize » sont acquises et en 2011 c'est au tour des sociétés brésiliennes « Brasmilho » et « Sementes Guerra ». En 2012, l'entreprise prend le contrôle du Français « Eurodur », du Brésilien « Genetica Agricola », de l'Américain « Campbell Soup » et des Indiens « Bisco Bio Sciences » et « Century Seeds ». En 2013, Vilmorin prend des participations dans le Sud-Africain « Link Seed », les Brésiliens « Genessed » et « KSP », les Américains « Shamrock » et « Eureka Seeds » et le Zimbabwéen « Seed Co » avant d'acquérir en 2014 le Thaïlandais « Seed Asia ». En 2015, après avoir acquis l'Américain « Golden Acres » et le Vietnamien « Tropdicorp » l'entreprise crée une coentreprise avec le Canadien « Canterra Seeds » et le Chinois « Anhui Hengji Seeds ». En 2016, le groupe acquiert l'Américain « Genica Research ».
Le 1er juillet 2016, une des filiales appartenant à Vilmorin & Cie devient Vilmorin-MKS après sa fusion avec « Mikado Seed Growers ». En septembre 2017, la nouvelle entité du groupe est officiellement renommée Vilmorin-Mikado,.
En 2018, Vilmorin & Cie acquiert les sociétés argentine « Sursem » et brésilienne « Geneze ».
Vilmorin & Cie est la maison mère de 9 filiales : 3 dans les semences potagères et 6 dans les semences de grandes cultures.
En mars 2021, Vilmorin & Cie annonce recourir à un emprunt obligataire de 450 millions d'euros avec pour objectif de refinancer sa dette,.
Le bénéfice net de Vilmorin & Cie augmente de 39 % à 92,3 millions d'euros sur l'exercice décalé 2020-2021, soit une hausse de 26 millions d'euros par rapport à 2019-2020.
Au premier trimestre de l'exercice décalé 2021-2022, le chiffre d'affaires de Vilmorin & Cie augmente de 10,3 % à 258,4 millions d'euros, confirmant par la même occasion les objectifs annuels fixés.
En février 2022, l'éclatement du conflit russo-ukrainien fait craindre de lourdes pertes à l'entreprise qui possède des filiales dans les deux pays (107 employés en Ukraine et 97 en Russie). De fait, la direction annonce que ses activités sont à l'arrêt en Ukraine et qu'elle prévoit une baisse des prévisions pour son exercice décalé 2021-2022.
Malgré l'invasion de l'Ukraine par la Russie, Vilmorin dépasse son objectif annuel de chiffre d'affaires (1,58 milliard d'euros) lors de son exercice décalé 2021-2022 tout en précisant que son bénéfice net demeure en retrait par rapport à l'année précédente.
En avril 2023, Limagrain annonce l'acquisition de la participation de 28,75 % qu'il ne détenait pas dans Vilmorin.

## Activité
L'herbier Vilmorin rassemble six générations de récoltes botaniques et effectuées par la famille de Vilmorin : Philippe-Victoire (1746-1804) ; Philippe-André (1776-1862) ; Louis (1816-1860) ; Henry (1843-1899) ; Maurice (1849-1918) ; Philippe (1872-1917) ; Roger (1905-1980). Patrimoine classé aux Monuments historiques (classement le 18 mai 2007, dans l’Inventaire supplémentaire des monuments historiques), il compte plus de 56 000 planches (dont celles de l'herbier de Parmentier), 220 planches d’aquarelles japonaises, des cartes postales, un alguier, des semences. Il est transféré en 1964 au Laboratoire de Biologie Végétale de l'université Paris-Sud (Orsay). En 1999, ce laboratoire ferme et l'herbier est sauvé de la destruction par acte de cession à titre gracieux à la commune de Verrières-le-Buisson.
En 2018-2019, le chiffre d’affaires mondial de Vilmorin & Cie était de 1 491 millions d’euros, en augmentation de 3,3 %. Vilmorin & Cie réalise 40 % de son chiffre d’affaires hors d’Europe,.

## Lobbying

### Auprès des institutions de l'Union européenne
Vilmorin, par l'intermédiaire de la holding Limagrain est inscrit depuis 2016 au registre de transparence des représentants d'intérêts auprès de la Commission européenne, et déclare en 2019 pour cette activité des dépenses annuelles d'un montant inférieur à 10 000.

### En France
Vilmorin est client du cabinet Relians consulting, qui déclare à la Haute Autorité pour la transparence de la vie publique exercer des activités de lobbying en France pour un montant qui n'excède pas 75 000 euros sur l'année 2018.
Limagrain déclare à la Haute Autorité pour la transparence de la vie publique exercer des activités de lobbying en France pour un montant qui n'excède pas 200 000 euros sur l'année 2019.

## Actionnaires
Liste des principaux actionnaires au 14 décembre 2021 :
| Nom                                          | %      |
| -------------------------------------------- | ------ |
| Groupe Limagrain Holding                     | 70,2 % |
| État français                                | 5,71 % |
| Norges Bank Investment Management            | 2,32 % |
| Dimensional Fund Advisors                    | 0,96 % |
| The Vanguard Group                           | 0,62 % |
| Grantham, Mayo, Van Otterloo & Co.           | 0,34 % |
| NN Investment Partners (en) Belgium          | 0,31 % |
| Fourton Fund Management                      | 0,26 % |
| Schroder Investment Management (Switzerland) | 0,24 % |
| AXA Investment Managers (Paris)              | 0,24 % |